# Cantharellus luteopunctatus
Cantharellus luteopunctatus é uma espécie de fungo pertencente à família Cantharellaceae.